# Sacrifice (Bebe Rexha)
Sacrifice è un singolo della cantante statunitense Bebe Rexha, pubblicato il 5 marzo 2021 come secondo estratto dal secondo album in studio Better Mistakes.

## Video musicale
Il video musicale è stato reso disponibile il 5 marzo 2021, in concomitanza con l'uscita del brano.

## Tracce
Testi e musiche di Bebe Rexha, Burns, Pablo Bowman e Peter Rycroft.
Download digitale
1. Sacrifice – 2:40

Download digitale – Niiko x Swae Remix
1. Sacrifice (Niiko x Swae Remix) – 2:32

Download digitale – Gorgon City Remix
1. Sacrifice (Gorgon City Remix) – 3:44

Download digitale – Nathan Dawe Remix
1. Sacrifice (Nathan Dawe Remix) – 2:28

## Formazione
- Bebe Rexha – voce
- Burns – produzione
- Colin Leonard – mastering
- Tom Norris – missaggio

## Classifiche

### Classifiche settimanali
| Classifica (2021) | Posizione massima |
| ----------------- | ----------------- |
| Belgio (Fiandre)  | 60                |
| Croazia           | 45                |
| Paesi Bassi       | 62                |
| Polonia           | 5                 |
| Russia            | 92                |

### Classifiche di fine anno
| Classifica (2021) | Posizione |
| ----------------- | --------- |
| Polonia           | 27        |